# Emirates Team New Zealand
Emirates Team New Zealand eller Team New Zealand er Royal New Zealand Yacht Squadrons satsning mod at generobre America's cup til New Zealand. 

## Historien
America's Cup-trofæet The Auld Mug var på New Zealandske hænder i årene 1995-2003.
| 1995 | Kiwi'erne Russel Coutts, Sir Peter Blake og skibet "Black Magic" vandt trofæet væk fra USA's Dennis Conner og Paul Cayard i San Diego, og opnåede status som National helt. |
| 2000 | New Zealand skulle nu forsvare trofæet på hjemmebane på Hauraki golfen ud for Auckland, New Zealand. Vinder af udfordrer serien Louis Vuitton Cup det år var det Prada-sponsorerede hold Luna Rossa, med skipperen Francesco de Angelis, mødtes med Kiwi'erne i America's Cup finalen. Efter en sejrsrække på 4-0 på forsvarernes side, valgte skipperen Russel Coutts at overlade roret til den unge og talentfulde 2.skipper Dean Barker, som sejlede sejren i hus! |
| 2003 | Efter sejren i 2000 fulgte hele sejlerverdenen spændt dramatikken, skipperen for det New Zealandske syndikat, Russel Coutts, var "hoppet af" og skulle nu sejle for et pengestærkt Schweitzisk hold, Alinghi. Dean Barker, som i 2000 havde sejlet den afgørende sejlads, overtog roret, men måtte i sidste ende se sig slået af sin læremester. |
| 2007 | Team New Zealand kæmper netop nu 4/6-2007 om retten til at møde den forsvarende mester, Alinghi i America's Cup, som sejles ud for Valencia i Spanien. |

| Sport | Spire Denne artikel om sport er en spire som bør udbygges. Du er velkommen til at hjælpe Wikipedia ved at udvide den. |